# Might as Well Get Juiced
«Might as Well Get Juiced»—en español: «Podría emborracharme»—, es una canción de la banda británica de rock The Rolling Stones, incluida en el álbum Bridges to Babylon de 1997.
Escrita por Mick Jagger y Keith Richards, fue grabada entre los meses de marzo y julio de 1997, en los estudios Ocean Way, de Los Ángeles, Estados Unidos.
Jagger comentó sobre la canción: "Escribí la canción con todos estos sonidos de teclado. Así se escribió, con todo ese ruido. Nnnnnnnn. Así que me divertí mucho haciendo eso".

## Personal
Acreditados:
- Mick Jagger: voz, armónica, teclados.
- Keith Richards: guitarra eléctrica.
- Ron Wood: guitarra slide.
- Charlie Watts: batería.
- Waddy Wachtel: guitarra eléctrica.
- Doug Wimbish: bajo.